# Colegio de los Niños Desamparados
Colegio de los Niños Desamparados (denominado Desamparados de Atocha) fue un establecimiento benéfico ubicado en la calle de Atocha (Madrid). Fundado por la Congregación del Amor de Dios en el año 1596 como colegio, hospital y albergue de pobres desamparados, se inaugura en 1600 como un conjunto de ocho casas. El centro se mantenía inicialmente con las limosnas que recogían los niños, posteriormente con una asignación municipal y de privados. El objetivo era el de educar y enseñar un oficio a los niños. En 1852 se funda el Hospital para Hombres Incurables Nuestra Señora del Carmen que, con cerca de 300 camas, funciona hasta 1949. Como recuerdo de su existencia queda el nombre de Costanilla de los Desamparados como calle perpendicular a Atocha.

## Historia
Fue inaugurado en 1600, el segundo día de Pascua de Resurrección, mediante una misa celebrada en la enfermería de mujeres. Fue el primer Hermano mayor Martín de Padilla, Adelantado de Castilla, que donó las primeras limosnas para su funcionamiento. El conjunto disgregado de ocho casas fue agrupándose en diferentes reformas hasta que en 1610 se convierte en un único edificio. Fecha a partir de la cual pasa a denominarse Colegio de los Niños Desamparados. Se traslada a los niños desde la Recogimiento de Santa Isabel en Alcalá de Henares. El centro acogió además a las mujeres incurables, a las parturientas pobres, y en dos albergues anexos pasaban la noche las personas sin techo, cumpliendo funciones de una Casa de Socorro. Recogía todos aquellos niños madrileños huérfanos de seis a trece años provenientes de la Inclusa. La población de niños oscilaba entre los 140 hasta los 700. La mortalidad infantil era muy acusada en este tipo de centros, donde se solía compartimentar las habitaciones de enfermos. 
Una de las funciones primordiales del centro era la de enseñar a los niños y niñas de un oficio (sastres, carpinteros, herradores, zapateros, etc). Los artesanos de Madrid tenían la posibilidad de contratar a uno de estos niños como ayudantes. La financiación del centro era muy escasa, especialmente a comienzos del siglo XIX. Se trasladó a los huérfanos en el año 1852 a instancias del gobernador civil de la Villa de Madrid, al Hospicio y el edificio se destinó al hospital de Incurables del Carmen. La advocación a la Virgen del Amor de Dios fue revocada y se sustituyó por el de Nuestra Señora del Carmen. 
El Hospital para Hombres Incurables Nuestra Señora del Carmen fue fundado en 1852. Empleó el mismo edificio. Finalmente tras la Guerra Civil en el año 1944 se cancelan las funciones de hospital. El edificio fue vaciado en su interior con su fachada intacta, permaneciendo en este estado durante algunos años. Tras su rehabilitación fue destinado a Museo Cervantino.